# Longitarsus laevicollis
Longitarsus laevicollis es un coleóptero de la familia Chrysomelidae. Fue descrita científicamente en 1992 por Wang.